# 贾德·克雷格
贾德·克雷格（英語：Judd Gregg；1947年2月14日—）是美国的一位政治人物。他曾經擔任第76任新罕布什尔州州長職務。1993年至2011年期間，他是新罕布什尔的聯邦參議員。他的黨籍是共和黨。曾任美國參議院預算委員會主席。